# Joaquín Valle
Joaquín Valle Montero , nacido el 15 de mayo de 1954 en Peñarrubia, Málaga, es un haltera retirado español que participó en los Juegos Olímpicos de Los Ángeles en 1984 y en los de Seúl en 1988. En los Juegos de Los Ángeles participó en la categoría de hasta 69 kg y no pudo realizar ningún levantamiento válido. En cambio en la edición de Seúl 1988 logró diploma olímpico gracias al séptimo puesto obtenido en la categoría de hasta 62 kg. En Seúl levantó 112 kg en arrancada lo que le situaba en la 4.ª plaza provisional pero tras levantar 135 kg. en dos tiempos (11.ª posición) se vio relegado al séptimo puesto final.